# Navzájem
Navzájem je česká folk-rocková hudební skupina z Plzně. Její repertoár tvoří převážně autorské písně Přémy Haase občas hudebně inspirované irskými a skotskými lidovými písněmi, českým folklórem ale i řadou dalších hudebních stylů. Skupina byla založena na přelomu let 1989 a 1990 Přémou Haasem, jeho ženou Vladislavou, Danielem Zitou, Dagmar Tobrmannovou a Michaelou Nováčkovou. Během doby se z původní akustické podoby dostala i k ostřejšímu zvuku a výrazu. Ve skupině vystřídala řada dalších hudebníků (a hostů) a došlo i k několika přestávkám v aktivní činnosti. Zatím poslední koncert odehrála 20. října 2006 v Litoměřicích, nyní má Navzájem ve velkém obsazení další pauzu.
Přemek a Vlaďka Haasovi příležitostně vystupují s písničkářem Cainem, kde občas zazní i písničky z letité historie Navzájem.

## Složení kapely 2002 - 2006
- Přemysl Haas – bicí, mandolína, akustická kytara, zpěv
- Vladislava Haasová – akordeon, klávesy, zpěv
- Daniel Zita – baskytara
- Irena Motlíková – zpěv, buben
- Jiří Seifert – elektrická a akustická kytara, vokál
- Radim Huml – banjo, akustická kytara
- host 2003 – 2006: Bára Haasová – zobcové flétny

Další, kdo prošli kapelou:
- Caine
- Michaela Nováčková
- Dáša Tobrmannová
- Michal Röhrich
- Pepík "Žíla" Petrželka

Současná příležitostná podoba Navzájem (mini):
Přéma Haas /zpěv, ak. kytara, perkuse/
Vlaďka Haasová /akordeon, zpěv, perkuse/
(Caine /mandokytara, zpěv, perkuse/)

## Diskografie
- Dějou se dneska divný věci…, demo, 1992
- Navzájem, 1993
- Plnou parou zpět, 1995
- Kolumbus č. 40466, 1997
- Marcipán, 1998
- Instrumentálky (Navzájem a přátelé), 1999
- Plnou parou zpět + Dějou se dneska divný věci…, reedice, 2003
- Halalabalala, 2005

Písně skupiny Navzájem se také nachází na sampleru "Folkrock v Plzeňském kraji" (2006), na CD "Šťáhlavický lesy" – Duo Komáři + Navzájem a na několika albech pověstí s názvem "Plzeňské strašení" (vše vydavatelství Avik).